# ハービー・ベイ
ハービー・ベイ（Hervey Bay）は、オーストラリア・クイーンズランド州の都市。人口は5万4674人（2018年）。

## 概要
ブリズベンから車で3時間半くらいの所に位置している観光地。ホエールウォッチングで有名であり、4月から10月がシーズンである。世界遺産のフレーザー島観光の拠点としても便利な位置にある。引退後の定住地として人気があり、高齢者の比率が高い。同名の湾に面している。

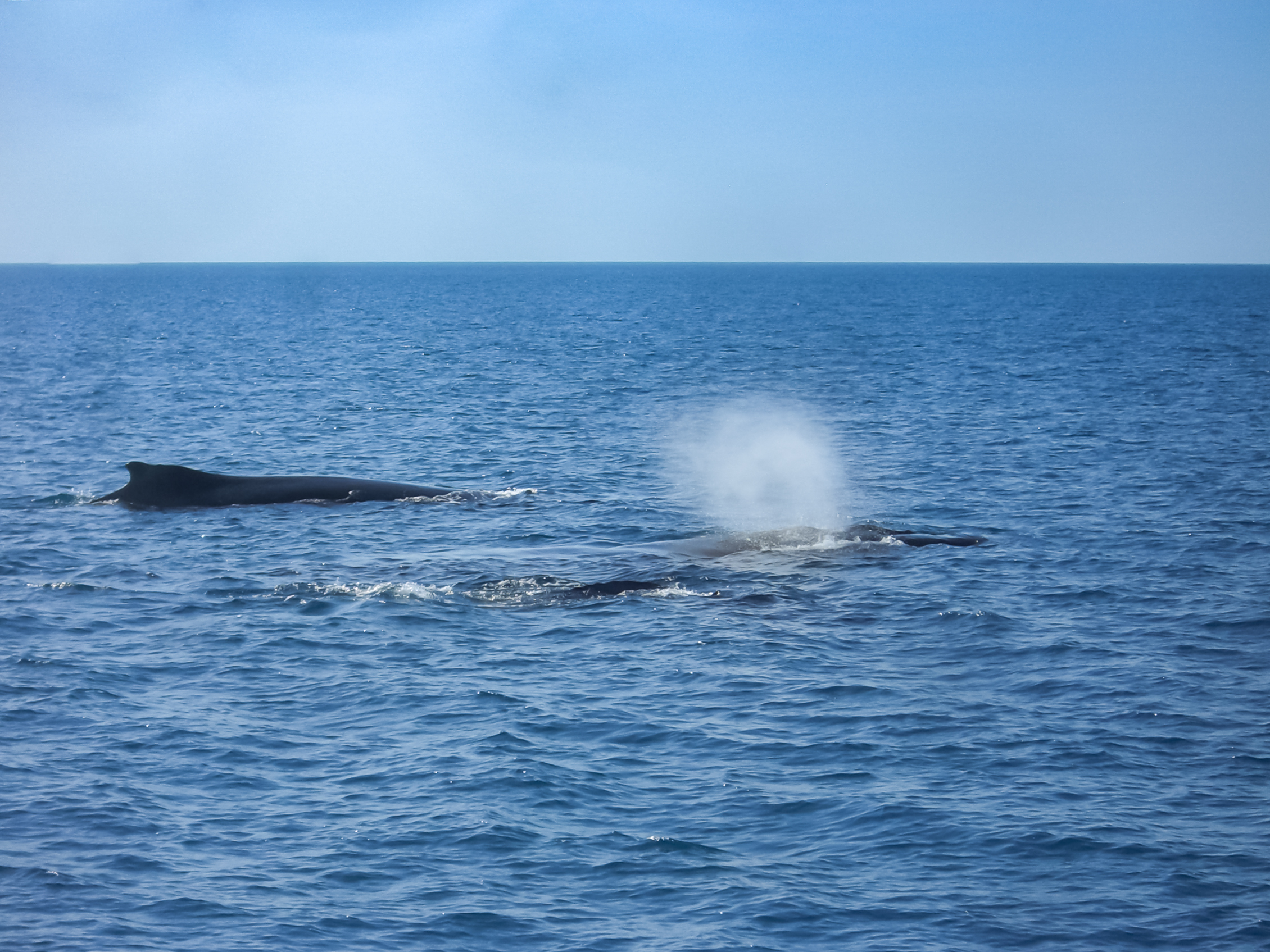
ザトウクジラ